# Priesterschrift (Bibel)
Mit dem Begriff Priesterschrift (abgekürzt: P) bezeichnet die historisch-kritische Bibelwissenschaft seit dem 18. Jahrhundert eine Quellenschrift, die vermutlich in der Tora, den fünf Büchern Mose, verarbeitet worden ist.

## Forschungsgeschichte
Mit der Aufklärung begann in Europa auch die historisch-kritische Erforschung der Bibel. Seit dem 18. Jahrhundert wurde die Bibel nicht mehr nur in ihrer Funktion als geoffenbartes Wort Gottes rezipiert, sondern auch in ihrer Gestalt als historisch gewachsenes Buch wahrgenommen und untersucht.
In Bezug auf den Pentateuch entdeckte die frühe Forschung Spannungen und Uneinheitlichkeiten innerhalb des Textes, die im 18. Jahrhundert den Hildesheimer Pfarrer Henning Bernhard Witter und wenige Jahrzehnte später den französischen Mediziner Jean Astruc dazu bewogen, eine neue Theorie über die Entstehung des Pentateuch zu entwickeln. Diese Theorie brach mit der Überzeugung, Mose sei der Autor des Pentateuch. Witter und Astruc schlossen, dass die fünf Bücher Mose in einem langen Wachstumsprozess aus ehedem unabhängigen Quellenschriften entstanden seien. Diese Quellenschriften seien zwar nicht erhalten, aber mithilfe der historisch-kritischen Methode aus dem heutigen Endtext zu rekonstruieren.
Astruc erkannte innerhalb des Pentateuchs vier unabhängige Quellenschriften, die er mit den Buchstaben A–D benannte. Diese These wurde weiter ausgebaut, woran in den folgenden Jahrzehnten in Deutschland vor allem die Forscher Johann Gottfried Eichhorn, Karl David Ilgen, Johann Severin Vater, Wilhelm Martin Leberecht de Wette und schließlich Julius Wellhausen beteiligt waren.
Nachdem zuerst Bezeichnungen wie „Elohim-Epos“ gebraucht wurden, prägte Abraham Kuenen die seither übliche Bezeichnung Priesterschrift (1880).
Die Entwicklung mündete in der von Wellhausen formulierten und von Martin Noth ausgebauten Neueren Urkundenhypothese, die die vier Quellen Astrucs historisch und inhaltlich genau umreißen konnte und sie folgendermaßen benannte:
- Jahwist (J) aus der Zeit um 950 v. Chr.
- Elohist (E) aus der Zeit um 800 v. Chr.
- (Ur-)Deuteronomium (D) aus dem 7. Jahrhundert v. Chr.
- Priesterschrift (P) aus der babylonischen Exilzeit um 550 v. Chr.

Die Priesterschrift (P) sei demnach die jüngste der vier Quellen des Pentateuchs. Sie sei in der Zeit des babylonischen Exils entstanden und in nachexilischer Zeit mit den älteren Quellen J, E und D zu einem fortlaufenden Text zusammengearbeitet worden.
Im Laufe des 19. Jahrhunderts bildete sich ein weitgehender Konsens über den Umfang und die Gestalt der Priesterschrift heraus. Die von Theodor Nöldeke 1869 herausgearbeitete „priesterliche Grundschicht“ ist trotz aller Umbrüche in der Pentateuchforschung bis heute weithin unbestritten. Seit den 1970er-Jahren wird die Priesterschrift von der alttestamentlichen Wissenschaft zunehmend als die einzige durchlaufende Quelle beurteilt.
In neuerer Zeit wird mehrheitlich die These vertreten, dass die Grundschicht (PG) durch einzelne „spätpriesterliche“ Zusätze (PS) erweitert wurde.

## Entstehung
Entstanden sei die Priesterschrift in einer ersten Ebene (Grundschrift – PG) vermutlich im 6. Jahrhundert v. Chr. während des Babylonischen Exils in Kreisen der ehemaligen Jerusalemer Priesterschaft, die die älteren Materialien des späteren Pentateuch gekannt haben müssen. Die Erfahrung des Untergangs von Tempel und Königtum durch die babylonische Eroberung im Jahr 587 v. Chr. nötigten zu einer Neudarstellung der Geschichte von der Schöpfung bis zur Wüstenzeit der Israeliten, die die Heiligkeit des Gottes JHWH betonte und daher auch ein neues Opferverständnis entwickelte. Eine Erweiterung erfuhr sie wohl im nachexilischen Jerusalem (Sekundärschrift – PS).
Die Priesterschrift wurde wohl im 5. Jahrhundert v. Chr. mit den anderen Quellenschriften der fünf Bücher Mose vom sogenannten Pentateuchredaktor (Abkürzung: RP) zusammengearbeitet.

## Inhalt
Die Priesterschrift erzählt die Geschichte Israels von der Schöpfung (Genesis 1,1) bis zum Tod des Mose (Deuteronomium 34,7–9). Wo genau das Ende der Priesterschrift liegt, ist in der Forschung umstritten. Manchen Wissenschaftlern zufolge liegt es bereits in Ex 40, anderen zufolge gehört auch das Buch Levitikus (3. Buch Mose) vollständig dazu. Eventuell finden sich auch noch im Buch Numeri (4. Buch Mose) priesterschriftliche Erzählungen; im Buch Deuteronomium ist es besonders der Schlussabschnitt.
Die Geschichte wird in der Priesterschrift als Offenbarungsgeschichte mit verschiedenen Perioden entworfen (2. Mose 6,3). Manches deutet darauf hin, dass die Priesterschrift eine von den vorexilischen Schriftpropheten angekündigte Zukunft ideal als Vergangenheit darstellt (zum Beispiel wird in Gen 6,13  das Wort des Propheten Amos Am 8,2  und in Ex 25,8–9  sowie in Ex 29,45 f das Wort Ezechiels Ez 37,26–28  zitiert). Ziel der Weltschöpfung sind die Entstehung Israels als Volk (2. Mose 1,7) und die Errichtung des Heiligtums (2. Mose 25–31. 35–40), einer verkleinerten Rückprojektion des Jerusalemer Tempels: Im Zions-Heiligtum will der Gott JHWH in der Welt wohnen, hier will er Israel durch die von ihm gestiftete Sühneweihe heiligen.

## Zentrale Texte
Zu den zentralen Texten, die P zugewiesen werden, gehören:
| Textkorpus                                                              | Thema                                                       | Bibelstellen           |
| Urgeschichte                                                            |                                                             |                        |
| ----------------------------------------------------------------------- | ----------------------------------------------------------- | ---------------------- |
| Urgeschichte                                                            | Schöpfung                                                   | Gen 1,1–2,4a           |
| Urgeschichte                                                            | Genealogie von Adam bis Noah                                | Gen 5,1–32*            |
| Urgeschichte                                                            | Sintflut mit Noahbund                                       | Gen 6,9–9,17*          |
| Urgeschichte                                                            | Völkertafel                                                 | Gen 10,1–7*.20.22f.31f |
| Urgeschichte                                                            | Genealogie                                                  | Gen 11,10–27.31f*      |
| Vätergeschichte                                                         |                                                             |                        |
| Geschichte Abrahams                                                     | Gen 12,4b.5; 13,6.11b.12abα                                 |                        |
| Abrahambund                                                             | Gen 17*                                                     |                        |
| Begräbnis Saras                                                         | Gen 23*                                                     |                        |
| Mischehen Esaus und Hochzeiten Jakobs                                   | Gen 26,34f; 27,46–28,9; 29,24.28b.29                        |                        |
| Erscheinung El Schaddais vor Jakob in Bet-El                            | Gen 35,9–13a.15                                             |                        |
| Josef und Jakob in Ägypten                                              | Gen 41,46a; 46,6f.                                          |                        |
| Exodus, Wüste, Sinai                                                    |                                                             |                        |
| Unterdrückung Israels in Ägypten                                        | Ex 1,1–7*.13f.; 2,23–25                                     |                        |
| Berufung des Mose                                                       | Ex 6,2–12                                                   |                        |
| Fünf Plagen                                                             | Ex 7,8–12.19–22*; 8,1–3.11*.12–15; 9,8–12; 12,1–20*.28.40f. |                        |
| Meerwunder                                                              | Ex 14*                                                      |                        |
| Manna + Sabbat                                                          | Ex 16*                                                      |                        |
| Errichtung des Zeltheiligtums                                           | Ex 24,15–29,46*; 39,32.43; 40,17.33–35*                     |                        |
| Beginn des Kultes                                                       | Lev 8f.*                                                    |                        |
| Wüste und verheißenes Land                                              |                                                             |                        |
| Kundschafter                                                            | Num 13f.*                                                   |                        |
| Unglaube Moses und Aarons                                               | Num 20,1–13*                                                |                        |
| Tod Aarons                                                              | Num 20,22–29*                                               |                        |
| Ankündigung des Todes des Mose                                          | Dtn 32,48–52*                                               |                        |
| Tod des Mose                                                            | Dtn 34,1*.7–9*                                              |                        |
| * innerhalb der genannten Stellen sind nicht alle Verse „P“ zuzuweisen. |                                                             |                        |

## Theologisches Profil und Stilmerkmale
Typisch für die Priesterschrift ist in erster Linie das Interesse an kultischen Institutionen und Riten.
Eine weitere Besonderheit der Priesterschrift sind ihre Genealogien, die Toledot-Reihen sowie ihre besondere Vorliebe für Zahlen und genaue zeitliche Einordnungen. Sprachstilistisch wirkt die Priesterschrift eher trocken-sachlich und unelegant, nach Auffassung anderer dagegen als feierliche priesterliche Proklamation.
Die Gottesbezeichnung, die bereits seit dem 18. Jahrhundert als Kriterium zur Unterscheidung der Quellen genutzt wurde, ist im Hinblick auf die Priesterschrift ein komplexes Unterscheidungsmerkmal. P gebraucht verschiedene Gottesbezeichnungen für die einzelnen Epochen der Geschichte Israels (Ex 6,2f). Innerhalb der Urgeschichte (Gen 1–11) verwendet P „Elohim“, in der Zeit der Erzväter „El Schaddai“, in der Zeit des Mose „JHWH“.
Die Schuld am Babylonischen Exil sehen die Verfasser in der Abwendung der Könige Israels von ihrem Gott JHWH. So wird das Ideal eines neuen Anfangs für Israel nach dem Exil nicht im Königtum gesehen. Da Israel mit dem Babylonischen Exil sein Land verloren hat, entwirft die Priesterschrift ein neues Bild von der Verfasstheit Israels. Israel ist nicht mehr das eine Volk im eigenen Herrschaftsgebiet, sondern eine Gemeinde um ein Heiligtum, und es kann so auch in der Fremde seine Identität bewahren. JHWH wird in der Priesterschrift als Schöpfer und Lenker der Geschichte dargestellt. Das Babylonische Exil ist Gericht JHWHs, zu dem er sich der Babylonier bedient.
Der Bund (hebräisch ברית/bərit) JHWHs mit seinem Volk wird in der Priesterschrift als reiner Gnadenbund dargestellt. Er besteht in der Selbstverpflichtung JHWHs (Gen 17,7), für die er von den Menschen keine Gegenleistung erwartet, die aber einen Ruf zur Heiligung des ganzen Lebens wesentlich in sich trägt (Gen 9,16). JHWH wird nicht vermenschlicht, sondern als ein relativ abstrakter, transzendenter Gott dargestellt, dessen Hauptmerkmal seine Gerechtigkeit ist. JHWH offenbart sich dem Volk Israel im Wesentlichen im Jerusalemer Tempelkult, mit dem Attribut der „Herrlichkeit“ (hebr. כבוד kāḇôd) und im Bild des „verzehrenden Feuers“ (Ex 24,15–17). Der Bund JHWHs verheißt dem Volk Mehrung, Landbesitz und kultische Gegenwart (Gen 17,2–8).
Im Gegensatz zur deuteronomistischen Diktion wird bərit in der Priesterschrift nicht mit der Wurzel כרת (kārat) konstruiert („einen Bund schneiden“, im Sinne einer feierlichen, zeremoniellen Verpflichtung), sondern zumeist als נתן/הקים ברית (nātan/heqîm bərît: „einen Bund geben/aufrichten/festigen“, im Sinne einer nachhaltigen, kontinuierlich gültigen Stiftung oder Erneuerung).
Deutliche Gemeinsamkeiten in der Theologie (und Sprache) weist die Priesterschrift mit dem Propheten Ezechiel und auch Deuterojesaja auf.

### Klassische Entwürfe
- Henning Bernhard Witter: Jura Israelitarum in Palaestinam terram Chananaeam, commentatione perpetua in Genesin demonstrata. Hildesheim 1711.
- Jean Astruc: Conjectures sur les mémoires originaux, dont il paroit que Moyse s’est servi pour composer le livre de la Genèse. Bruxelles 1753.
- Johann Gottfried Eichhorn: Einleitung in das Alte Testament. Drei Bände, Leipzig 1780–1783.
- Alexander Geddes: The Holy Bible or the books accounted sacred by Jews and Christians. London 1792.
- Karl David Ilgen: Die Urkunden des jerusalemischen Tempelarchivs in ihrer Urgestalt. Band 1: Die Urkunden des ersten Buchs von Moses in ihrer Urgestalt. Halle 1798.
- Wilhelm Martin Leberecht de Wette: Dissertatio critica. Jena 1805.
- Theodor Nöldeke: Die alttestamentliche Literatur. 1868; Digitalisate: 1 (BSB), 2 (HathiTrust), 3 (Google Books).
- Theodor Nöldeke: Untersuchungen zur Kritik des Alten Testaments. Kiel 1869 (Digitalisat).
- Julius Wellhausen: Die Composition des Hexateuchs und der historischen Bücher des Alten Testaments. Berlin 1876.
- Julius Wellhausen: Prolegomena zur Geschichte Israels. Berlin 1878.
- Heinrich Holzinger: Einleitung in den Hexateuch. Freiburg i. B. und Leipzig 1893.
- Martin Noth: Überlieferungsgeschichtliche Studien. Teil 1: Die sammelnden und bearbeitenden Geschichtswerke im Alten Testament (= Schriften der Königsberger Gelehrten Gesellschaft, Geisteswissenschaftliche Klasse. Band 18,2). Niemeyer, Halle 1943.
- Martin Noth: Überlieferungsgeschichte des Pentateuch. Kohlhammer, Stuttgart 1948.

### Neuere Literatur
- Ludwig Schmidt: Studien zur Priesterschrift (= Beihefte zur Zeitschrift für die Alttestamentliche Wissenschaft. Band 214). Berlin/New York 1993, ISBN 3-11-013867-0.
- Thomas Pola: Die ursprüngliche Priesterschrift. Beobachtungen zur Literarkritik und Traditionsgeschichte (= Wissenschaftliche Monographien zum Alten und Neuen Testament. Band 70). Neukirchen-Vluyn 1995, ISBN 3-7887-1503-0.
- Erich Zenger: Art. Priesterschrift. In: Theologische Realenzyklopädie. Band 27, 1996, S. 435–446.
- Walter Groß: Studien zur Priesterschrift und zu alttestamentlichen Gottesbildern (= Stuttgarter biblische Aufsatzbände. Band 30). Verlag Katholisches Bibelwerk, Stuttgart 1999, ISBN 3-460-06301-7.
- Christian Frevel: Mit Blick auf das Land die Schöpfung erinnern: Zum Ende der Priestergrundschrift (= Herders biblische Studien. Band 23). Herder, Freiburg im Breisgau 2000, ISBN 3-451-27251-2.
- Bernd Janowski: Sühne als Heilsgeschehen: Traditions- und religionsgeschichtliche Studien zur Sühnetheologie der Priesterschrift (= Wissenschaftliche Monographien zum Alten und Neuen Testament. Band 55). 2. Auflage, Neukirchener Verlag, Neukirchen-Vluyn 2000.
- Reinhard G. Kratz: Die Komposition der erzählenden Bücher des Alten Testaments. Vandenhoeck & Ruprecht, Göttingen 2000, ISBN 3-8252-2157-1, S. 102–117 und 226–248.
- Peter Weimar: Studien zur Priesterschrift (= Forschungen zum Alten Testament. Band 56). J. C. B. Mohr (Paul Siebeck), Tübingen 2008, ISBN 978-3-16-149446-8.